# Амаде, Альфонс
Альфонс Антонио Чико Амаде (нем. Alfons Antonio Chico Amade; род. 12 ноября 1999, Гейдельберг, Баден-Вюртемберг) — немецкий футболист мозамбикского происхождения, полузащитник клуба «Остенде» и национальной сборной Мозамбика.

## Карьера

### «Хоффенхайм»
Перешёл в академию «Хоффенхайма» в 2010 году. Дебютировал за первую команду в Бундеслиге в 2019 году в матче против «Айнтрахта» (Франкфурт). Зимой 2020 года дебютировал за клуб в матче группового этапа Лиги Европы УЕФА против «Гента».

### «Айнтрахт»
В 2019 году отправился в аренду в «Айнтрахт» (Брауншвейг). Дебютировал в Третьей лиге в матче с «Кайзерслаутерн», отличившись голевой передачей.

### «Остенде»
В июле 2021 года перешёл в бельгийский «Остенде». Дебютировал в Лиге Жюпиле в матче против «Шарлеруа». В Кубке Бельгии сыграл в 1/8 финала в матче с клубом «Кортрейк».